# Шаленство (фільм)
Шаленство (англ. Rampage) — американський трилер 1987 року режисера Вільяма Фрідкіна.

## Сюжет
Чарлі Ріс скоює жорстокі вбивства. Незабаром його заарештовують і кидають за ґрати. Адвокати Ріса наполягають на неосудності підсудного, в той час як прокурор Ентоні Фрейзер, який раніше був противником смертної кари, домагається вищої міри покарання після того як зустрівся з родиною одного із загиблих.

## У ролях
| Актор                 | Роль                |
| --------------------- | ------------------- |
| Майкл Б'єн            | Ентоні Фрейзер      |
| Алекс МакАртур        | Чарлі Ріс           |
| Ніколас Кемпбелл      | Альберт Морс        |
| Дебора Ван Валкенберг | Кейт Фрейзер        |
| Джон Гаркінс          | доктор Кедді        |
| Арт ЛаФлер            | Мел Сандерсон       |
| Біллі Грін Буш        | суддя МакКінсі      |
| Ройс Д. Епплгейт      | Джин Тіппеттс       |
| Грейс Забриські       | Наомі Ріс           |
| Карлос Паломіно       | Нестод              |
| Рой Лондон            | доктор Пол Рудін    |
| Дональд Готтон        | доктор Леон Гейблс  |
| Енді Романо           | Спенсер Велен       |
| Патрік Кронін         | Гаррі Белленжер     |
| Роджер Нолан          | доктор Рой Блер     |
| Розалін Маршалл       | Саллі Енн           |
| Вайт Гертфорд         | Ендтю Тіппеттс      |
| Девід А. Кімболл      | доктор у спогадах   |
| Бренда Ліллі          | Ейлін Тіппеттс      |
| Джозеф Віпп           | доктор Джордж Махон |

## Саундтрек
| Список треків | Список треків        | Список треків |
| #             | Назва                | Тривалість    |
| ------------- | -------------------- | ------------- |
| 1.            | «Rampage»            | 4:19          |
| 2.            | «Son»                | 0:47          |
| 3.            | «Findings»           | 1:24          |
| 4.            | «Over to the Jury»   | 1:38          |
| 5.            | «Run, Run, Run»      | 2:36          |
| 6.            | «Since Childhood»    | 3:22          |
| 7.            | «Magma»              | 2:19          |
| 8.            | «Rampage»            | 4:00          |
| 9.            | «Gruesome Discovery» | 3:02          |
| 10.           | «Carillon»           | 2:11          |
| 11.           | «District Attorney»  | 1:42          |
| 12.           | «Mother»             | 2:01          |
| 13.           | «Recollections»      | 3:42          |
| 33:03         |                      |               |